# Buhalnița (okręg Neamț)
Buhalnița – wieś w Rumunii, w okręgu Neamț, w gminie Hangu. W 2011 roku liczyła 705 mieszkańców.